# 航空団
航空団（こうくうだん）ないし飛行団（ひこうだん）は、軍隊における部隊編制単位のひとつ（団）。主に空軍や陸軍航空隊（陸軍航空部隊）・海軍航空隊（海軍航空部隊）の編制として用いられ、多くの空軍・航空部隊では基本的な戦略単位として扱われる。

## 概要
アメリカ空軍とイギリス空軍では用語が逆転しており、アメリカ空軍においてはWingがGroupの上級部隊であるが、イギリス空軍では逆にGroupがWingの上級部隊である。アメリカ式の編制を採用した日本の航空自衛隊においては、Wingを航空団、Groupを飛行群と称している。したがって、イギリス空軍の部隊名を逐語訳した場合、航空自衛隊のそれとは上下関係が逆転することに留意する必要がある。
アメリカ式のWing（航空団）は、陸軍においては旅団または連隊に比せられる単位であり、准将（OF-6）または大佐（OF-5）によって指揮される。アメリカ空軍においては、48機から100機程度の航空機を保有している。1992年の空軍再編成以前は序数航空軍との間に航空師団が上級部隊として介在しており、師団長の多くが准将であったため、専ら大佐があてられていた。現在の准将を司令とする航空団の場合、かつて同一基地に展開する複数の航空団を統合し再編した際に、その上級部隊であった航空師団の師団長を横滑りで司令に就任させた事に由来する。従って、一般に大佐を司令とする航空団に比べ規模が大きい。
一方、イギリス式のWing（飛行団）は、陸軍においては連隊または大隊に比せられる単位であり、かつては大佐（OF-5）または中佐（OF-4）によって指揮された。イギリス空軍においては、3個ないし4個の飛行隊から編成されており、17機から48機程度の航空機を保有している。現在はアメリカ空軍同様、飛行隊長に中佐が充てられるため、飛行団司令は大佐職である。
以下、太字が通常「飛行団」「航空団」と呼ばれる部隊である。

## 部隊単位対比
| NATO記号       | 大日本帝国陸軍      | 航空自衛隊 | イギリス空軍 （アメリカ海軍）     | イギリス空軍 （アメリカ海軍）     | カナダ空軍                        | アメリカ空軍                      | アメリカ海兵隊                    | ドイツ空軍                   | フランス空軍                         | イタリア空軍                      |
| -------------- | ------------------- | ---------- | --------------------------------- | --------------------------------- | --------------------------------- | --------------------------------- | --------------------------------- | ---------------------------- | ------------------------------------ | --------------------------------- |
| XXXXXX         | 航空総軍            | 航空総隊   | -                                 | -                                 | -                                 | Combatant Command                 | -                                 | -                            | -                                    | -                                 |
| XXXXX          | -                   | 集団       | -                                 | -                                 | -                                 | Major Command （主要軍団）        | -                                 | Luftflotte （航空艦隊）      | -                                    | -                                 |
| XXXX           | -                   | 集団       | Command （軍団）                  | Command （軍団）                  | -                                 | -                                 | -                                 | Luftflotte （航空艦隊）      | Commandement （軍団）                | Comando                           |
| （XXXX - XXX） | -                   | 集団       | Command （軍団）                  | Command （軍団）                  | -                                 | -                                 | -                                 | Fliegerkorps （航空軍団）    | -                                    | -                                 |
| XXX            | 航空軍              | 航空方面隊 | -                                 | -                                 | -                                 | Numbered Air Force （序数航空軍） | -                                 | Fliegerkorps （航空軍団）    | -                                    | -                                 |
| XX             | 飛行師団 / 飛行集団 | -          | -                                 | -                                 | -                                 | Air division （航空師団）         | Marine Air Wing （海兵航空団）    | Fliegerdivision （航空師団） | -                                    | Divisione aerea                   |
| X              | 飛行団              | 航空団     | Group （飛行集団）                | Group （飛行集団）                | Air Division （航空師団）         | Wing （航空団）                   | Marie Air Grroup （海兵航空群）   | Geschwader （航空団）        | Brigade Aérienne （航空団/航空旅団） | Brigata aerea （航空団/航空旅団） |
| III            | 飛行戦隊            | 飛行群     | Wing （飛行団）                   | Station （航空基地）              | Wing （飛行団）                   | Group （飛行群）                  | Marie Air Grroup （海兵航空群）   | Gruppe （飛行隊／飛行大隊）  | Escadre （飛行連隊）                 | Stormo                            |
| （III ~ II）   | -                   | -          | -                                 | -                                 | -                                 | -                                 | -                                 | Gruppe （飛行隊／飛行大隊）  | -                                    | -                                 |
| II             | 飛行隊 / 飛行中隊   | 飛行隊     | Squadron （飛行隊・飛行中隊）     | Squadron （飛行隊・飛行中隊）     | Squadron （飛行隊・飛行中隊）     | Squadron （飛行隊・飛行中隊）     | Squadron （飛行隊・飛行中隊）     | Staffel （中隊）             | Escadron （飛行隊）                  | Gruppo                            |
| （II ~ I）     | -                   | -          | -                                 | -                                 | -                                 | -                                 | -                                 | Staffel （中隊）             | -                                    | -                                 |
| I              | 小隊                | 飛行小隊   | Flight （飛行小隊）               | Flight （飛行小隊）               | Flight （飛行小隊）               | Flight （飛行小隊）               | Flight （飛行小隊）               | Schwarm （小隊）             | Escadrille （飛行小隊）              | Squadriglia                       |
|                | 分隊                | 飛行分隊   | ElementまたはSection （飛行分隊） | ElementまたはSection （飛行分隊） | ElementまたはSection （飛行分隊） | ElementまたはSection （飛行分隊） | ElementまたはSection （飛行分隊） | Rotte （分隊）               | Patrouilli （飛行分隊）              | sezione                           |

## アメリカ軍
アメリカ空軍における航空団（Wing）は、主要軍団（Major Command, MAJCOM）又は序数航空軍（Numbered Air Force, NAF）の下に置かれ、複数の群（Group）で編成されている。通常の航空団は、一基地ごとに置かれる。航空団司令は基地司令を兼ね、計画立案や情報保全、広報、監察、従軍牧師などの参謀・スタッフが付けられる。航空団には、機能部門別の運用群（Operations Group, OG）、任務支援群（Mission Support Group, MSG）、整備群（Maintenance Group, MXG）および医療群（Medical Group, MDG）の4群が置かれる。運用群は、傘下の飛行隊・隊（Squadron）において、航空機の運用をはじめとする航空団の主任務を実施する。任務支援群は、後方支援担当であり、兵站部隊や憲兵部隊を含む。整備群は、航空機やミサイル、弾薬等の整備を行う。医療群は医療サービスを担当する。
アメリカ海軍及びアメリカ海兵隊においても、飛行隊（Squadron）の上部組織として航空団（Wing）が置かれている。

### アメリカ空軍における主な航空団の種類
- 空輸航空団（Airlift Wing; AW）：輸送機の運用
- 航空基地航空団（Air Base Wing; ABW）：空軍基地の維持管理
- 空中給油航空団（Air Refueling Wing; ARW）：空中給油機の運用
- 爆撃航空団（Bomb Wing; BW）：爆撃機の運用
- 戦闘航空団（Fighter Wing; FW）：戦闘機・戦闘爆撃機の運用
- ミサイル航空団（Missile Wing; MW）：大陸間弾道ミサイルの運用
- 医療航空団（Medical Wing; MDW）：医療支援
- 宇宙航空団（Space Wing; SW）：人工衛星など

### アメリカ海兵隊における航空団
海兵隊における航空団は、複数の航空群によって編成される。その航空群は複数の飛行隊から成り、空軍の航空団に匹敵し、海兵航空団は航空師団ないし航空軍に相当する。人員も1万名から2万名に達するため、司令官には准将ないし少将が充てられている。

## 日本

### 大日本帝国軍

#### 陸軍
大日本帝国陸軍の航空部隊では旅団相当の編制として、飛行団（軍隊符号：FB）が使用されていた。長は団長（飛行団長）で少将・大佐・中佐クラスが補職する。
日本陸軍の航空部隊における基本実戦部隊編制単位は連隊相当の飛行戦隊（FR/F）であり、その上級部隊が飛行団となる（この飛行団の上級部隊が飛行師団（FD）、更に上が航空軍（FA））。飛行団自体は1935年の組織改編で新設された部隊であり、概ね2個ないし3個飛行戦隊を隷属する。
実戦部隊である飛行団の他、主に練習飛行隊（RF）・教育飛行隊（FRK）・錬成飛行隊（FRL）といった各教育飛行部隊を隷下にもつ、教育飛行団（KFB）なども編成されている。

### 自衛隊

#### 航空自衛隊
航空自衛隊の航空団（Air Wing）は、飛行群（Air Group）、整備補給群および基地業務群の3群で編成され、群が航空団の機能部門別の管理組織であること、また自衛隊には准将が無いため、団司令が空将補職という違いがあるが、将官によって指揮されるという点からは、アメリカ式の編制に近い。しかし、隷下の飛行群が2個飛行隊しか有さないため、規模の面では、イギリス式編制に近いものとなっている。
航空自衛隊においては、航空方面隊に属する7個航空団と、航空教育集団に属する2個航空団がある。

#### 組織概要
航空幕僚監部 -（東京都市谷本村町）
- 航空総隊 - （司令部：横田基地・東京都福生市）
  - 北部航空方面隊 - （司令部：三沢基地 青森県三沢市）
    - 第2航空団　- 千歳基地　（北海道千歳市）
    - 第3航空団　- 三沢基地

  - 中部航空方面隊 - （司令部：入間基地 埼玉県狭山市）
    - 第6航空団 - 小松基地（石川県小松市）
    - 第7航空団 - 百里基地（茨城県小美玉市）

  - 西部航空方面隊 - （司令部：春日基地 福岡県春日市）
    - 第5航空団 - 新田原基地（宮崎県児湯郡新富町）
    - 第8航空団 - 築城基地 （福岡県築上郡築上町）

  - 南西航空方面隊 - （司令部：那覇基地 沖縄県那覇市）
    - 第9航空団[注釈 2] - 那覇基地
- 航空教育集団 - （司令部：浜松基地 静岡県浜松市）
  - 第1航空団 - 浜松基地
  - 第4航空団 - 松島基地（宮城県東松島市）

#### 内部組織
- 団司令（Commander） - 副司令（Vice Commander）

副官（Adjutant）
安全班（Safety Branch）
- 監理部（Administraion Division）
- 人事部（Personnel Division）
- 防衛部（Defense and Operation Division）
- 装備部（Logistics Division）
- 衛生班（Medical Branch）
- 飛行群（Flying Group）
  - 群本部（Staff Office）
  - 飛行隊（Fighter Squadron）
- 整備補給群（Maintenance Supply Group）
  - 群本部（Staff Office）
  - 検査隊（Periodic Maintenance Squadron）
  - 装備隊（Armament Maintenance Squadron）
  - 修理隊（Field Maintenance Squadron）
  - 車両器材隊（Vehicle and Equipment Maintenance Squadron）
  - 補給隊（Base Supply Squadron）
- 基地業務群（Air Base Group）
  - 群本部（Staff Office Squadron）
  - 基地防空隊（Base Air Defense Squadron）
  - 飛行場勤務隊（Base Operation Squadron）
  - 施設隊（Civil Engineering Squadron）
  - 通信隊（Communications Squadron）
  - 管理隊（Security Guard and Transportation Squadron）
  - 業務隊（Service Squadron）
  - 会計隊（Accounting Squadron）
  - 衛生隊（Medical Squadron）

#### 海上自衛隊
海上自衛隊の航空部隊は艦載・陸上問わず自衛艦隊隷下の航空集団（Fleet Air Force）に所属する。その隷下に航空群（Fleet Air Wing）を有し、実働部隊として航空隊（Squadron）があるなど、イギリス式と大日本帝国海軍の連合艦隊を合わせたような編成となっている。
また航空要員の養成に関しては操縦士と戦術航空士の養成は教育航空集団、航空機整備員や航空基地要員の教育は海上自衛隊第3術科学校で行われる。

#### 陸上自衛隊
陸上自衛隊の航空科は地上部隊の支援を目的としているため、陸上総隊直属の第1ヘリコプター団（1st Helicopter Brigade）以外は、各方面隊に方面航空隊（Aviation Group）や各師団および旅団に直轄の飛行隊（Helicopter unit）として編成されている。